# دون جريكو
دون جريكو (بالإنجليزية: Don Greco)‏ هو لاعب كرة قدم أمريكية أمريكي، ولد في 1 أبريل 1959 في سانت لويس في الولايات المتحدة.

## وصلات خارجية
- دون جريكو على موقع مرجع كرة القدم المحترفة.كوم (الإنجليزية)